# La vita del dottor Koch
La vita del dottor Koch (Robert Koch, der Bekämpfer des Todes) è un film del 1939 diretto da Hans Steinhoff.
Film biografico su Robert Koch, lo scopritore del bacillo della tubercolosi e basato sul romanzo Robert Koch, Roman eines großen Lebens di Hellmuth Unger, fu fortemente voluto da Emil Jannings. Che, oltre a interpretarla, produsse la pellicola. L'avversario di Koch, lo scettico e potente Rudolf Virchow, fu interpretato da un'altra grande stella del cinema tedesco dell'epoca, Werner Krauss.
Il film partecipò alla 7ª Mostra internazionale d'arte cinematografica di Venezia vincendo la Coppa della Biennale.

## Trama
Medico di campagna, il dottor Koch studia da anni il modo di combattere la tubercolosi, la terribile malattia che miete migliaia di vittime. Nel suo distretto scoppia un'epidemia e già un bambino su quattro è vittima del morbo, con i genitori che non possono far altro che veder languire il loro figli. Gli studi di Koch sono però messi in pericolo dai suoi avversari. Il più pericoloso di questi è un celebre scienziato, Rudolf Virchow, che a Berlino mette in discussione le scoperte di Koch, scettico sul fatto che un bacillo possa essere la causa della malattia.

## Produzione
Il film fu prodotto dalla Tobis Filmkunst. Venne girato dal 20 marzo al giugno 1939 ai Tobis-Ateliers di Johannistal, a Berlino.

## Distribuzione
Distribuito dalla Tobis-Filmverleih, uscì nelle sale cinematografiche tedesche presentato in prima all'Ufa-Palast am Zoo di Berlino il 26 settembre 1939. In Italia, con il titolo La vita del dottor Koch, il film ottenne nell'aprile 1940 il visto di censura numero 30980 e venne distribuito dalla Scalera in una versione di 2 801 metri.

## Riconoscimenti
- 7ª Mostra internazionale d'arte cinematografica di Venezia
  - Coppa della Biennale